# Bầu sô
Bầu sô hay bầu show (tiếng Ý: impresario), đôi khi còn gọi là ông bầu hay bà bầu, vào thời cổ xưa thường được gọi với cái tên bầu gánh (đối với các gánh hát), là người đứng ra tổ chức và thường thu lời từ các buổi hoà nhạc, kịch sân khấu, cải lương, tuồng, opera, hài kịch hay nhạc kịch; tương đương với một nhà quản lý nghệ sĩ, nhà sản xuất phim hay nhà sản xuất truyền hình. Nguồn gốc của thuật ngữ này ở phương Tây được tìm thấy trong thế giới kinh tế và xã hội của nhạc kịch Ý nơi mà từ giữa thế kỷ 18 cho đến những năm 1830, bầu sô là nhân vật chủ chốt trong việc tổ chức season lời nhạc. Người chủ của các nhà hát, thường là các tài tử quý tộc, giao cho bầu sô công việc thuê mướn một nhà soạn nhạc, cho đến những năm 1850 nhạc kịch trên sân khấu được trông chờ vào sự mới mẻ, cũng như tập trung lại những trang phục cần thiết, các dàn nhạc và ca sĩ, trong khi giả định được những rủi ro tài chính đáng kể.
Nhiều bầu sô đã vỡ nợ, có khi nhiều hơn một lần; vì vậy nên một nền tảng thương mại và bản năng của một con bạc là rất hữu dụng.

## Cách dùng hiện đại
Thuật ngữ truyền thống này vẫn được sử dụng trong ngành công nghiệp giải trí để chỉ nhà sản xuất của các buổi hoà nhạc, chuyến lưu diễn và những sự kiện khác trong âm nhạc, opera, nhạc kịch, sân khấu và thậm chí trong cả những môn thể thao như bóng đá và rodeo. Ngoài ra, ông bầu hay bà bầu còn có thể là những người chuyên sản xuất hoặc giới thiệu các chương trình tạp kỹ và biểu diễn xiếc, đặc biệt là chủ sở hữu, nhà quản lý hay người dẫn chương trình (MC). Trong trường hợp này, họ được gọi là "showman" trong tiếng Anh.

## Ứng dụng của thuật ngữ
Thuật ngữ này đôi khi được áp dụng cho những người khác, chẳng hạn như người phụ trách các bảo tàng nghệ thuật độc lập và người tổ chức hội nghị, những người đóng một vai trò quan trọng trong các sự kiện hợp xướng.

## Bầu sô theo nghĩa bóng
Jacques-Yves Cousteau tự nói rằng ông ấy là một ông bầu của các nhà khoa học với vai trò như một nhà thám hiểm và nhà làm phim đã từng làm việc với các nhà khoa học trong việc thăm dò dưới nước.

## Tại Việt Nam
Bất kỳ nhà tổ chức đại nhạc hội nào ở Sài Gòn trước đây và ngay cả Thành phố Hồ Chí Minh hiện tại cũng tỏ ra thán phục mỗi khi nhắc đến "tứ quái" bầu sô mà có người còn gọi là các ông "vua" đại nhạc hội. Đó là các ông Hoàng Biếu, Ngọc Giao, Sĩ Đặng và Duy Ngọc. Họ đã làm mưa, làm gió hầu khắp các sân khấu Sài Gòn suốt gần ba thập niên 60, 70 và 80 của thế kỉ 20. Tại các rạp Quốc tế, Quốc Thanh, Trần Hưng Đạo, Hào Huê, Hoàng Kiếm... bốn ông "vua" chia nhau ký hợp đồng độc quyền khai thác 5-10 năm.
Không chỉ sở hữu rạp hát, các ông "vua" này còn sở hữu luôn những ca sĩ hàng đầu lúc bấy giờ như Elvis Phương, Thái Châu, Duy Quang, Phương Đại, Thái Thanh, Phương Dung, Thanh Thúy, Khánh Ly, Giao Linh, Lệ Thu, Thanh Tuyền, Mộng Tuyền... Trong đó, Duy Ngọc được coi là người may mắn hơn cả khi mời được ca sĩ Hoàng Oanh biểu diễn đến ba lần, bởi nữ danh ca này chỉ hát cho đài phát thanh.
Đến nay ba ông "vua" đã mất, chỉ còn Duy Ngọc, đã bước sang tuổi 70. Tuy nhiên, ông vẫn là cây đại thụ trong giới bầu sô hiện tại. Những buổi lưu diễn dài ngày được ông tổ chức thường xuyên, lúc thì Nha Trang, Vũng Tàu, khi thì Cần Thơ, Sóc Trăng, Bạc Liêu... thu hút hàng chục ngôi sao ca nhạc, nghệ sĩ cải lương và danh hài tham gia. Những ông bầu lớn khi ký hợp đồng với những ngôi sao xong, họ bao giờ cũng ứng trước cho ca sĩ vài ba suất diễn để giữ chân. Một ngôi sao đi lưu diễn tỉnh trung bình mỗi suất diễn khoảng 20 triệu đồng, nếu lưu diễn dài ngày cát xê có thể ít hơn. Nhưng một chương trình có 9, 10 ngôi sao, lưu diễn khoảng chục ngày, tiền ứng trước cho ca sĩ cũng lên đến bạc tỉ. Những ông bầu, bà bầu đủ sức chi bạo kiểu này hiện không nhiều, chỉ một vài người như Duy Ngọc, Minh Dzũng hoặc Hương Loan. Vì vậy các ngôi sao đang được coi là "ăn khách không chịu nổi" như Đan Trường, Đàm Vĩnh Hưng, Cẩm Ly, Thanh Thảo, Vũ Linh, Hoài Linh... khó thoát khỏi tay các ông bầu lớn.
Cái mà ít ông bầu nào so bì được với các ông bầu lớn là cung cách tổ chức chuyên nghiệp, lấy uy tín làm trọng và đặc biệt là trả cát xê rất sòng phẳng. Bởi vậy có không ít ngôi sao sẵn sàng "diễn chùa" nếu như đêm diễn khán giả lèo tèo.